# خواکین نووا
خواکین نووا (اسپانیایی: Joaquín Novoa‎؛ زادهٔ ۲۵ اوت ۱۹۸۳) دوچرخه‌سوار اهل اسپانیا است.